# Hospital Militar Central Cirujano Mayor Dr. Cosme Argerich
L'Hospital Militar Central Cirujano Mayor Dr. Cosme Argerich també conegut simplement com a Hospital Militar Central és un establiment sanitari que depèn de l'Exèrcit argentí situat a l'avinguda Luis María Campos 726 de la ciutat de Buenos Aires, Argentina, destinat a prestar assistència mèdica als integrants d'aquest institut armat i a les seves famílies. Durant la dictadura autodenominada Procés de Reorganització Nacional va funcionar un centre clandestí de detenció.

## Història
Un cop finalitzada la Guerra del Paraguai, l'esforç de Caps de la Sanitat Militar com els doctors Caupolicán Molina i Ruiz Moreno, que prestaven serveis a l'Hospital General d'Homes, i la conjuntura de l'epidèmia de febre groga que va flagel·lar la ciutat de Buenos Aires, que fins i tot va posar fi a les vides dels esmentats professionals, van impulsar l'establiment en els carrers Bolívar i Propietarios del primer Hospital Militar, que el 1898 va ser traslladat al carrer Pozos fins que fou reemplaçat per un nou Hospital el 1939.
 
La construcció de l'edifici que ocupa actualment l'Hospital es va iniciar el 15 de setembre de 1936, durant la presidència del general Agustín Pedro Justo, el qual, a més, era enginyer civil. En aquest moment era director general de Sanitat el general metge Eugenio A. Galli i la inspiració i el projecte de l'obra es van deure al cirurgià de regiment Luis I. Ontaneda, que havia ingressat a la Sanitat Militar el 1931. L'Hospital es va inaugurar el 27 de maig de 1939 en un acte encapçalat pel llavors president argentí, Roberto Marcelino Ortiz, al qual van assistir el vicepresident Ramón Castillo i altres funcionaris.
Es recorda que Juan Domingo Perón va aconseguir que en els dies previs al 17 octubre de 1945 fos portat a l'Hospital Militar des de l'Illa Martín García on estava detingut, i des d'allà va sortir aquest dia per donar el seu històric discurs a la Plaza de Mayo.
El nom de l'hospital és en honor del metge argentí d'ascendència catalana Cosme Marià Argerich.

## Descripció
L'Hospital està ubicat en una fracció de terra de 20 000 m², en els antics rodolons naturals del Riu de la Plata, sobre l'avinguda Luis María Campos. La part frontal es troba orientada a l'est-nord-est, el que brindava una àmplia perspectiva al riu, que després va quedar interceptada pels nombrosos edificis alts construïts a la zona.
Inicialment constava dels cossos A, de 5.803 m² en 4 plantes i B, de 18 904 m² i 10 plantes, con detalles arquitectónicos modernos y capacidad para 350 enfermos, incluyendo la atención de 56 jefes y oficiales, 180 homes de tropa, 34 membres de famílies de militars i 54 senyores per ser ateses en els serveis de maternitat.
Tots els pisos tenien sales de curació i raigs X, oficines d'alimentació central, comunicats amb ascensors muntacàrregues, locals per a esterilització i preparació de medicaments. També estaven equipats amb sistemes de trucades buscapersones lluminoses, control de presència de personal d'infermers i metges, xarxa de telèfons interns i una instal·lació centralitzada de radiotelefonia. Totes les habitacions estaven dotades d'armaris encastats i instal·lacions de llums i timbres de trucada.
El 1946 es va ampliar amb el Cos C, de 6.933 m² en 4 plantas y en junio de 1955 con el Cuerpo D, con 22 624 m² en 12 plantes (on actualment funcionen la Guàrdia de Prevenció, túnel d'accés, Direcció, Subdirecció, entre d'altres). Les ampliacions posteriors van ser al maig de 1977 amb el Cos I amb 1.896 m² en 3 plantes en terrenys cedits per l'Institut Geogràfic Militar, per a la construcció del Pavelló de Consultoris Externs, i activitats docents i un edifici per a l'Agrupació Comando i Serveis, i el 1982 amb el Cos F amb 4.742 m² en 5 plantes.

## Serveis
L'Hospital disposa de totes les especialitats mèdiques, i des de 2004 funciona el Comitè Institucional de Revisió d'Assaigs Clínics (CIREC) i des de 1963 es troba en el mateix la Unitat Docent Hospitalària "J", una de les primeres unitats docents hospitalàries del país.

## Centre clandestí de detenció
A l'Hospital Militar Central va funcionar un centre clandestí de detenció durant els anys 1976 i 1977, utilitzat per detinguts ferits i embarassades parteres segrestades. El centre operava sota la responsabilitat territorial del cap del Regiment de Granaders a cavall General Sant Martín. S'ha denunciat igualment la desaparició forçada de soldats de lleva que estaven assignats a aquell Hospital. Segons el periodista Laureano Barrera, el paper de l'Hospital Militar durant els anys de la dictadura és un terreny encara poc explorat pels organismes de drets humans i els investigadors judicials.